# XM1203 Non-Line-of-Sight Cannon
Das XM1203 Non-Line-of-Sight Cannon (NLOS-C; engl. Geschütz für Indirektes Feuer, wörtlich „sichtverbindungsloses Geschütz“) war ein Projekt der United States Army. Es stellte die Artilleriekomponente der Future Combat Systems dar. Bei einer Realisierung wäre es Teil des militärischen Global Information Grid geworden.

## Systembeschreibung
Das System wurde von BAE Systems Land and Armaments gefertigt. Das System sollte die veraltete Haubitze M109 Paladin der US-Armee ersetzen. Es besitzt einen Autolader für die 155-mm-Kanone mit 38 Kaliberlängen und ist in der Lage, intelligente Munition zu verschießen. Da das System auf der Manned Ground Vehicle Plattform basiert, ist es zwar luftverladefähig, aber nur mäßig gepanzert. Dieser Nachteil sollte durch schnelle Verlegbarkeit, um dem Gegenfeuer zu entgehen, und abstandsaktive Schutzmaßnahmen gegen Panzerabwehrwaffen ausgeglichen werden. Das Gesamtgewicht beträgt nur 24 Tonnen im maximal beladenen Zustand.
Am 16. August 2005 wählte General Dynamics Land Systems den 5L890-Motor, hergestellt von MTU Detroit Diesel (Tognum-Gruppe) aus, um die Manned Ground-Vehicle-Plattformen anzutreiben. Dabei werden 47 Motoren bis 2011 von MTU Detroit Diesel geliefert, um die FCS Manned Ground Vehicles zu erproben und zu testen.
Am 20. Juli 2007 beschloss der Kongress die Beschaffung von 18 Vorserienfahrzeugen, die im Zeitraum von 2010 bis 2012 ausgeliefert werden sollen. Am 30. Mai 2008 wurde der erste Prototyp an das Heer ausgeliefert. Mit der Beendigung des FCS-Programms durch Verteidigungsminister Robert Gates wurde das Projekt eingestellt.

## Bilder

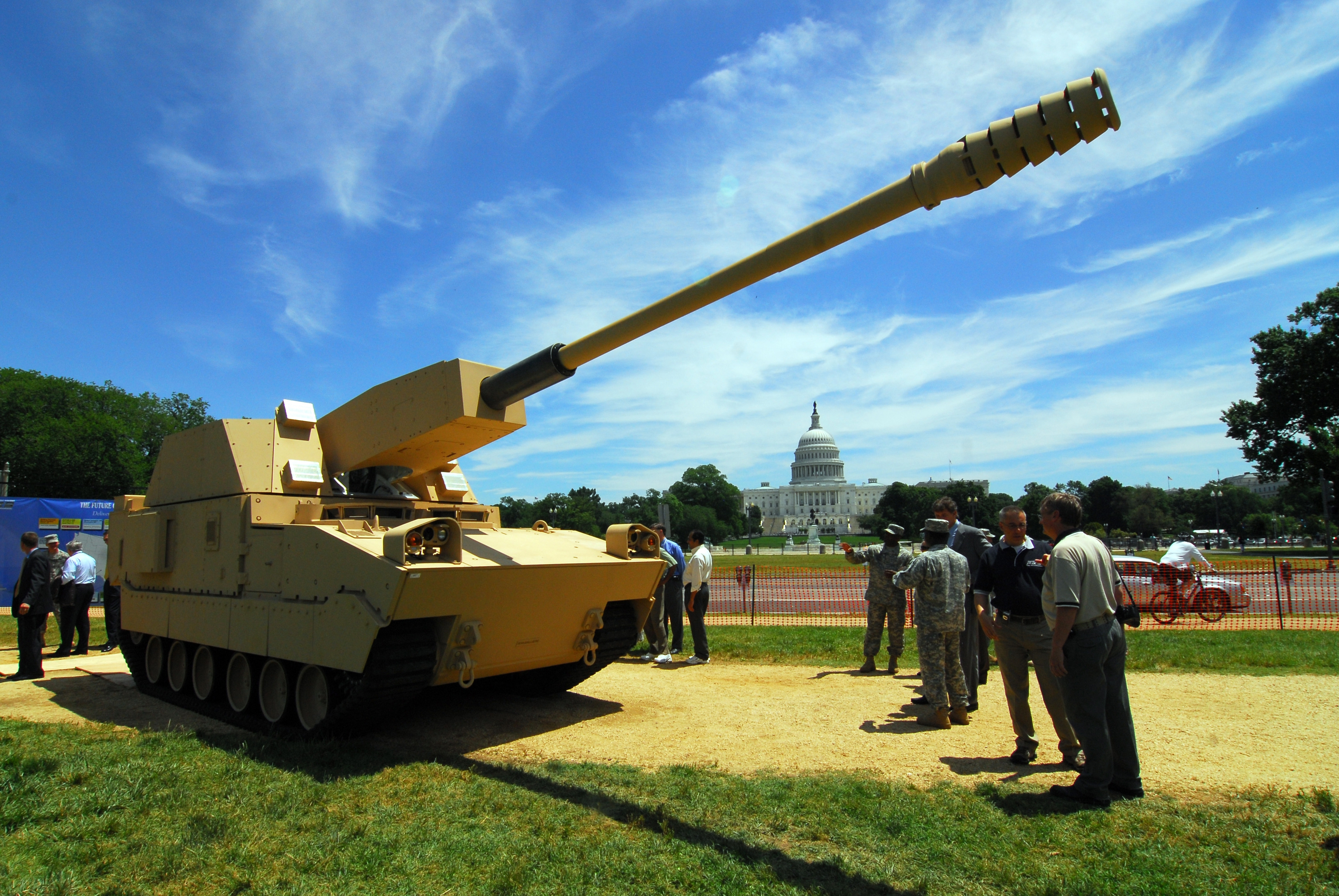
Erster Prototyp auf dem Capitol Hill, 11. Juni 2008
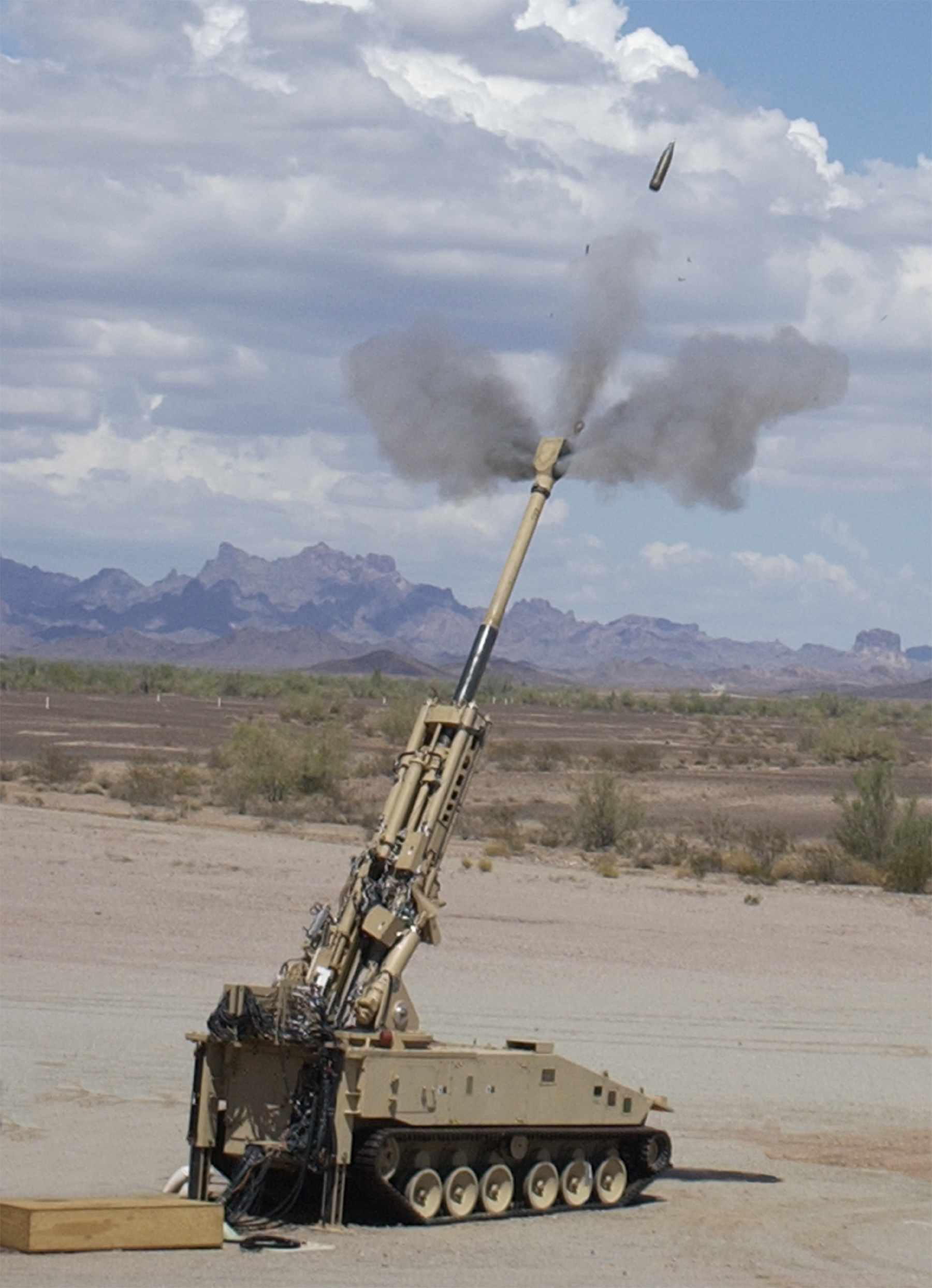
NLOS-C bei Testschüssen
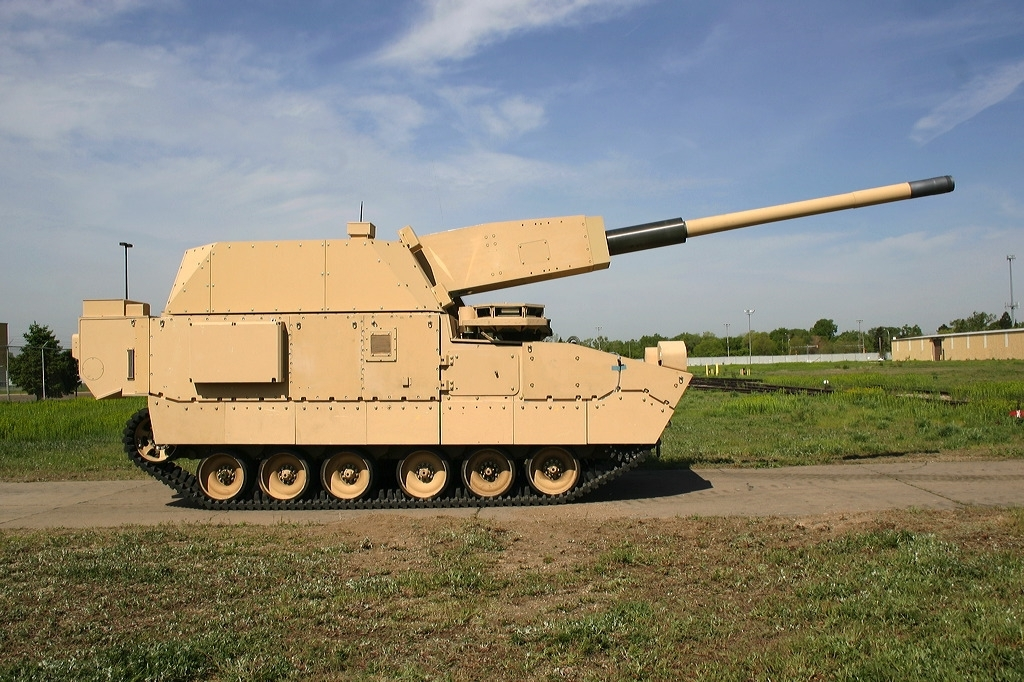
Erster Prototyp